# Idrissa Fall
Pour les articles homonymes, voir Fall.
Idrissa Fall (né en 1932) est un officier général sénégalais. Général de corps d'armée, il a exercé les fonctions de chef d’état-major général des armées du Sénégal. Il a également été ambassadeur au Royaume-Uni.

## Formation
Né le 24 septembre 1932 à Sédhiou en Casamance, c'est un officier de carrière sorti de l’École d'application de l'infanterie à Saint-Maixent (France) en juin 1954.
Sur le plan universitaire, le général Idrissa Fall est titulaire de la licence et du certificat de maîtrise en Histoire de l’Université de Dakar, ainsi que du diplôme d'études approfondies (DEA) de l’Université de Paris I (Sorbonne).

## Carrière
Il sert d’abord comme officier dans l’Armée française avant de rejoindre les Forces armées sénégalaises dès l’indépendance du pays en 1960.
De 1960 à 1962, il assure les fonctions d’aide de camp du premier président de la République du Sénégal, Léopold Sédar Senghor.
Il est ensuite chargé de mettre en place et de commander le groupement des commandos (1962-1964).
De 1964 à 1966, il est à nouveau aide de camp du Président de la République, fonctions qu’il cumule avec celles de chef du cabinet militaire du chef de l’État.
De 1966 à 1969, il assure, successivement, le commandement des zones militaires Sud et Nord.
En 1970, il retourne en France, à l’École militaire de Paris, où il obtient le Brevet de l’École d’État Major. Il reprend ensuite le commandement de la zone militaire Nord avant d’être nommé, en 1972, chef d'état-major général des armées par le Président Senghor en remplacement du général Jean Alfred Diallo.
Quelques années plus tard, il entame une carrière d’officier général. Il est promu :
- général de brigade en 1975 ;
- général de division en 1977 ;
- général de corps d’armée en 1982.

En
septembre 1984, après douze années passées à la tête des Armées sénégalaises, le général Idrissa Fall est nommé ambassadeur extraordinaire et plénipotentiaire du Sénégal au Royaume-Uni. Il est remplacé à son poste par le général Joseph Louis Tavarez de Souza.
En 1991, admis à la 2e section (Cadres de réserve), le général Idrissa Fall quitte, sur sa demande, ses fonctions d’ambassadeur.
En 2000, le président Abdoulaye Wade le nomme Grand Chancelier de l’ordre national du Lion en remplacement du général Doudou Diop.
Il est membre de :
- l’Institut d'histoire des relations internationales contemporaines de Paris
- l’International Institute for Strategic Studies (IISS) de Londres

## Décorations
Le général Idrissa Fall est titulaire des décorations suivantes :
- Grand-croix de l’ordre national du Lion
- Grand-croix de l’ordre du Mérite du Sénégal
- Grand officier de la Légion d'honneur
- Grand officier de l’ordre national du Mérite
- Citation à l’ordre de la Division (Armée française)
- MBE (Member of the British Empire) GCVO (Grand Croix Victorian Order)
- Grand Commandeur de l’Ordre National